# Gilera
Gilera é uma fabricante de motos italiana fundada em Arcore em 1909 por Giuseppe Gilera. Em 1969 a companhia foi comprada pelo Grupo Piaggio.